# Blair Betts
Pour les articles homonymes, voir Betts.
Blair Betts (né le 16 février 1980 à Edmonton, dans la province de l'Alberta au Canada) est un joueur professionnel retraité de hockey sur glace évoluant à la position de centre.

## Carrière
Réclamé en deuxième ronde par les Flames de Calgary lors du repêchage de 1998 de la Ligue nationale de hockey alors qu'il évolue pour les Cougars de Prince George de la Ligue de hockey de l'Ouest. Il poursuit avec ces derniers pour deux autres saisons avant de rejoindre le club affilié aux Flames dans la Ligue américaine de hockey, les Flames de Saint-Jean.
Au terme de sa première saison professionnel, il remporte avec Saint-John la Coupe Calder remis au champion des séries éliminatoires dans la LAH, Betts partage par la suite son temps de jeu entre la LAH et Calgary avant d'être incommodé par une blessure à une épaule qui lui fera manquer la majorité des saisons 2002-2003 et 2003-2004.
Échangé aux Rangers de New York le 6 mars 2004, il rejoint leur club-école pour la saison 2004-2005 alors que la LNH est paralysée par un lock-out. Betts obtient dès l'année suivante un poste permanent en LNH et reste avec les Rangers jusqu'en 2009. Le 1er octobre 2009, il signe à titre d'agent libre avec les Flyers de Philadelphie. 
Le 5 octobre 2011, Blair Betts a été soumis au ballotage par les Flyers de Philadelphie et réclamé par le Canadien de Montréal, mais 4 jours plus tard, il est renvoyé aux Flyers de Philadelphie à cause d'une blessure.
Cette même blessure l'amène à rater la saison 2011-2012 en entier avant de le forcer à annoncer son retrait de la compétition.

## Statistiques en club
| Saison     | Équipe                   | Ligue      |     | Saison régulière | Saison régulière | Saison régulière | Saison régulière | Saison régulière |    | Séries éliminatoires | Séries éliminatoires | Séries éliminatoires | Séries éliminatoires | Séries éliminatoires |
| Saison     | Équipe                   | Ligue      | PJ  | B                | A                | Pts              | Pun              | PJ               | B  | A                    | Pts                  | Pun                  |                      |                      |
| 1996-1997  | Cougars de Prince George | LHOu       | 58  | 12               | 18               | 30               | 19               | 15               | 2  | 2                    | 4                    | 6                    |                      |                      |
| 1997-1998  | Cougars de Prince George | LHOu       | 71  | 35               | 41               | 76               | 38               | 11               | 4  | 6                    | 10                   | 8                    |                      |                      |
| 1998-1999  | Cougars de Prince George | LHOu       | 42  | 20               | 22               | 42               | 39               | 7                | 3  | 2                    | 5                    | 8                    |                      |                      |
| 1999-2000  | Cougars de Prince George | LHOu       | 44  | 24               | 35               | 59               | 38               | 13               | 11 | 11                   | 22                   | 6                    |                      |                      |
| 2000-2001  | Flames de Saint-Jean     | LAH        | 75  | 13               | 15               | 28               | 28               | 19               | 2  | 3                    | 5                    | 4                    |                      |                      |
| 2001-2002  | Flames de Saint-Jean     | LAH        | 67  | 20               | 29               | 49               | 10               |                  |    |                      |                      |                      |                      |                      |
| 2001-2002  | Flames de Calgary        | LNH        | 6   | 1                | 0                | 1                | 2                |                  |    |                      |                      |                      |                      |                      |
| 2002-2003  | Flames de Saint-Jean     | LAH        | 19  | 6                | 7                | 13               | 6                |                  |    |                      |                      |                      |                      |                      |
| 2002-2003  | Flames de Calgary        | LNH        | 9   | 1                | 3                | 4                | 0                |                  |    |                      |                      |                      |                      |                      |
| 2003-2004  | Flames de Calgary        | LNH        | 20  | 1                | 2                | 3                | 10               |                  |    |                      |                      |                      |                      |                      |
| 2004-2005  | Wolf Pack de Hartford    | LAH        | 16  | 5                | 4                | 9                | 4                |                  |    |                      |                      |                      |                      |                      |
| 2005-2006  | Rangers de New York      | LNH        | 66  | 8                | 2                | 10               | 24               | 4                | 1  | 1                    | 2                    | 2                    |                      |                      |
| 2006-2007  | Rangers de New York      | LNH        | 82  | 9                | 4                | 13               | 24               | 10               | 0  | 0                    | 0                    | 4                    |                      |                      |
| 2007-2008  | Rangers de New York      | LNH        | 75  | 2                | 5                | 7                | 20               | 8                | 0  | 0                    | 0                    | 2                    |                      |                      |
| 2008-2009  | Rangers de New York      | LNH        | 81  | 6                | 4                | 10               | 16               | 6                | 0  | 0                    | 0                    | 0                    |                      |                      |
| 2009-2010  | Flyers de Philadelphie   | LNH        | 63  | 8                | 10               | 18               | 14               | 23               | 1  | 1                    | 2                    | 4                    |                      |                      |
| 2010-2011  | Flyers de Philadelphie   | LNH        | 75  | 5                | 7                | 12               | 14               | 11               | 0  | 0                    | 0                    | 0                    |                      |                      |
| 2011-2012  | N'a pas joué (Blessé)    |            |     |                  |                  |                  |                  |                  |    |                      |                      |                      |                      |                      |
| Totaux LNH | Totaux LNH               | Totaux LNH | 477 | 41               | 37               | 78               | 110              | 62               | 2  | 2                    | 4                    | 12                   |                      |                      |

## Honneurs et trophées
- Remporte la Coupe Calder de la LAH avec les Flames de Saint-Jean en 2001.

## Transactions en carrière
- Repêchage 1998 : repêché par les Flames de Calgary (2e choix de l'équipe, 33e au total).
- 6 mars 2004 : échangé par les Flames avec Jamie McLennan et Greg Moore aux Rangers de New York en retour de Chris Simon et du choix de septième ronde des Rangers au repêchage de 2004 (les Flames sélectionnent avec ce choix Matt Schneider).
- 1er octobre 2009 : signe à titre d'agent libre avec les Flyers de Philadelphie.
- 5 octobre 2011 : réclamé au ballottage par les Canadiens de Montréal.
- 9 octobre 2011 : retourné aux Flyers de Philadelphie par ordre de la LNH; le joueur étant inéligible au ballotage en raison d'une blessure.